# Prix Paul-Bunge
Le prix Paul Bunge est un prix annuel depuis 1993 pour des travaux sur l’histoire des instruments scientifiques. Il est considéré comme l'un des plus importants prix internationaux dans le domaine de l'histoire des sciences et (à compter de 2018) il est doté de 7 500 €. 

## Histoire
Le prix Paul Bunge de la Fondation Hans R. Jenemann, créée en 1992, est décerné conjointement par la Société allemande de chimie (de) (GDCh) et la société allemande Bunsen de chimie physique (de) (DBG). La cérémonie a lieu alternativement lors des assemblées générales et conférences de la section Histoire de la chimie du GDCh. 
La fondation a été créée par Hans R. Jenemann (1920-1996), chimiste à la verrerie Schott à Mayence et connu pour ses contributions à l'histoire des balances historiques. Le prix porte le nom du mécanicien de précision de Hambourg, Paul Bunge (1839-1888), l'un des principaux concepteurs de balances de laboratoire pour l'analyse chimique. 

## Lauréats
- 2025 Paola Bertucci, New Haven, USA
- 2024 Peter Heering, Flensburg; Rebekah Higgitt, Edinburgh, UK
- 2023 Robert W. Smith
- 2022 Matthew L. Jones
- 2021 Liba Taub
- 2020 Simon Werrett
- 2019 Sara J. Schechner
- 2018 Anthony John Turner
- 2017 Simon Schaffer
- 2016 Robert G. W. Anderson
- 2015 Brian Gee (posthume)
- 2014 Cyrus Mody
- 2013 Marco Beretta
- 2012 David Pantalony
- 2011 Matteo Valleriani
- 2010 Henning Schmidgen (de)
- 2009 Jutta Schickore
- 2008 Alison D. Morrison-Low
- 2007 Charlotte Bigg
- 2006 Davis Baird, Inge Keil
- 2005 Myles W. Jackson
- 2004 Jobst Broelmann (de), Carsten Reinhardt (de)
- 2003 Sean F. Johnston
- 2002 Paolo Brenni
- 2001 Jim Bennett
- 2000 Alan Q. Morton, Richard J. Sorrenson
- 1999 Nicolas Rasmussen
- 1998 Robert Bud, Deborah J. Warner
- 1997 Silvio Bedini
- 1996 David A. King
- 1995 Gerald L'Estrange Turner
- 1994 Otto Sibum (de), Matthias Dörries
- 1992/1993 Klaus Hentschel (de), Mara Miniati

## Littérature
- Charlotte Bigg & Christoph Meinel (éds.), Paul Bunge Prize: History of Scientific Instruments, 1993-2023 (Frankfurt/Main: GDCh & DBG, 2023).